# Onomasiologia
A onomasiologia é um ramo da lexicologia que estuda os significados partindo de um conceito existente na realidade, o significado (abstrato ou concreto); este é útil para os estudiosos de linguística que observam as mutações das palavras (o signifiant de Saussure) no tempo (veja também linguística histórica ou glotologia).
É muito estudada juntamente com a semasiologia, que percorre o mesmo percurso em direção oposta.